# Афро (валюта)
А́фро (англ. Afro) — запланована валюта Африканського Союзу, яку планується увести за аналогією з євро і амеро. Рішення про запровадження «афро» було прийнято в Абуджі, столиці Нігерії під час підписання договору про єдиний економічний простір в Африці. Зараз запровадження «афро» планується на 2028 рік, проте уряди багатьох інших африканських країн планують приєднатися до інших валютних союзів. Так, наприклад, Кабо-Верде планує увійти до єврозони.
На цей момент в Африці діє кілька валютних союзів — Західноафриканський економічний і валютний союз і Центральноафриканське валютно-економічне співтовариство використовують франк КФА, Економічне співтовариство країн Західної Африки планувало в 2009 році ввести спільну валюту, Східноафриканське співтовариство планувало запровадити східноафриканський шилінг до 2015 року. На півдні Африки також можлива валютна спілка на основі південноафриканського ранду.

## Арт-проєкт прототипу Афро
У 2002 році Мансур Сісс і Барух Готліб створили «прототип» валюти під назвою AFRO, яку вони представили на Бієнале сучасного африканського мистецтва в Дакарі 10 травня. Її розробив доктор професор Боам. Проєкт був відповіддю на уявну відсутність незалежності, створену використанням франка КФА. Були виготовлені банкноти та монети уявної валюти, роздані або продані жителям Дакару та Сенегалу, щоб заохотити їх «подумати про значення (вартість) грошей і майбутнє їхньої місцевої валюти».